# Crawford (Texas)
Crawford er en by beliggende i amtet McLennan County i den amerikanske delstat Texas. I 2000 havde byen 705 indbyggere.
Byen er mest kendt for at præsident George W. Bushs ranch ligger lige uden for byen.
31°32′04″N 97°26′38″V / 31.5344°N 97.4439°V